# Eois furvibasis
Eois furvibasis là một loài bướm đêm trong họ Geometridae.